# La mia banda suona il rock/...E di nuovo cambio casa
La mia banda suona il rock/... E di nuovo cambio casa è un 45 giri di Ivano Fossati, pubblicato nel 1979 dalla RCA Italiana.

## Il disco
Raggiunge la 12ª posizione nella classifica delle vendite dei singoli italiani tra il 1979 e il 1980.
Le due canzoni sono tratte dall'omonimo album del 1979; la copertina riproduce quella del 33 giri.

## La mia banda suona il rock
Si tratta di una delle canzoni più note di Fossati; l'autore non l'ha mai inserita né in dischi dal vivo né in antologie, rinnegandone il successo qualche anno dopo e non volendo più cantarla in pubblico.

### Cover
- 1981 - I Menudo nell'album Quiero ser con titolo Mi banda toca rock.
- 1986 - I Farinei d'la brigna, in dialetto piemontese intitolata La mè Panda a perd ij tòch (La mia Panda perde i pezzi) inserita nell'album Farinei d'la Brigna II del 1990. Anche i Gem Boy hanno realizzato una cover dal titolo simile: La mia Panda perde i toc.
- 1988 - Il gruppo Ciao Fellini in un singolo, che raggiunge la quarta posizione nella classifica dei 45 giri più venduti in Italia.[3]
- 1988 - Belen Thomas realizza una cover in spagnolo dal titolo Y mi banda toca el rock che, nello stesso anno, ottiene un discreto successo.
- 1992 - I Ricchi e Poveri, versione in chiave vocale inserita nella raccolta di cover Allegro italiano.
- 1992 - Il cantautore napoletano Tony Tammaro realizza una versione in italiano/napoletano in chiave comica intitolata Mio fratello fuma a scrock inserita nell'album Da granto farò il cantanto.
- 1995 - La vocalist Cinzia Baldana nell'ambito della trasmissione televisiva Non è la RAI, durante la quale era interpretata da Federica Addari. Questa versione è stata pubblicata nella compilation Non è la Rai gran finale.
- 2006 - Laura Pausini realizza la sua cover del brano, prima in italiano inserendola nell'album Io canto, poi nel 2007 anche in lingua spagnola col singolo intitolato Y mi banda toca el rock, sia in versione studio (album Yo canto) sia dal vivo (album San Siro 2007).

## ... E di nuovo cambio casa
Ballata basata sul pianoforte, col testo che descrive un trasloco dovuto alla fine di un amore. Fossati la reinciderà con un nuovo arrangiamento nell'album Dal vivo volume 2 - Carte da decifrare del 1993.
Lo stesso Fossati cita questa canzone nei versi del brano Traslocando, che dà il titolo all'album scritto tre anni dopo (1982) per Loredana Bertè.
(Ivano Fossati, dal testo di Traslocando)

### Cover
- 1995 - Alessandro Haber nel suo album Haberrante.[4]
- 1995 - Alessandra Puglisi, vocalist per Federica Addari, nella compilation Non è la Rai gran finale.

## Tracce
Testi e musiche di Ivano Fossati.
Lato A
1. La mia banda suona il rock – 3:51

Lato B
1. ...E di nuovo cambio casa – 4:32

## Formazione
- Ivano Fossati: chitarra elettrica, flauto, minimoog, vocoder, marimba, piano Fender e voce
- George Terry: chitarra elettrica ed acustica
- George "Chocolate" Perry: basso elettrico
- Scott Kirkpatrick: batteria
- Paul Harris: pianoforte, organo Hammond